# Triple Nine Society
Die Triple Nine Society (TNS) ist eine internationale Hochbegabtenvereinigung. Sie wurde 1978 von ehemaligen Mitgliedern der International Society for Philosophical Enquiry gegründet.

## Beitrittsbedingungen
Die Triple Nine Society nimmt Menschen auf, welche in einem von Psychologen anerkannten IQ-Test einen Intelligenzwert erreichen, der höher liegt als bei 99,9 % der allgemeinen Bevölkerung. Dies entspricht auf der in Deutschland üblichen Wechsler-Skala (statistischer Durchschnitt 100, Standardabweichung 15) einem IQ von 146 oder mehr. Zum Vergleich: Mensa, die größte und bekannteste Hochbegabtenvereinigung, lässt Mitglieder zu, die einen höheren IQ-Wert als rund 98 % der Bevölkerung erreichen (zwei Standardabweichungen, IQ von mindestens 130). Die Triple Nine Society ist damit zwanzigmal so selektiv wie Mensa.

## Mitglieder und Mitgliedschaft
Die Triple Nine Society hat 1955 Mitglieder (Stand: 12. Juli 2025) aus 43 Ländern; darunter 239 aus dem deutschsprachigen Raum (180 aus Deutschland, 23 aus Österreich und 36 aus der Schweiz).
TNS veröffentlicht eine eigene Online-Zeitschrift namens Vidya, in der Artikel von Mitgliedern zu verschiedenen Themen erscheinen. Die Mitglieder organisieren jährliche Treffen in den USA („ggg999“) und Europa („egg999“).